# 刘志让
刘志让（1963年11月—），陕西岐山人，汉族，中国共产党党员。中华人民共和国政治人物、第十三届全国人民代表大会陕西省代表。

## 生平
2018年，刘志让被选为陕西省出席第十三届全国人民代表大会代表。